# Hamnklobben (nordväst Saltvik, Åland)
Hamnklobben är ett skär i Åland (Finland). Det ligger i Skärgårdshavet och i kommunen Saltvik i landskapet Åland, i den sydvästra delen av landet. Ön ligger omkring 40 kilometer norr om Mariehamn och omkring 270 kilometer väster om Helsingfors.
Öns area är 1 hektar och dess största längd är 210 meter i nord-sydlig riktning. Trakten är glest befolkad. Närmaste större samhälle är Saltvik, 18,6 km söder om Hamnklobben.